# Beau van Erven Dorens
Beau Noël van Erven Dorens (Haarlem, 24 december 1970) is een Nederlandse televisiepresentator, (stem)acteur, cabaretier en schrijver. Hij is vooral bekend van de programma's Deal or No Deal, RTL Boulevard, Ik hou van Holland, Het Zesde Zintuig, Beau Five Days Inside, The Amsterdam Project, Beau en Casa di Beau.

## Biografie

### Jeugd en opleiding
Zijn tweede voornaam, Noël, dankt hij aan het feit dat hij op kerstavond geboren werd.
Van Erven Dorens woonde van zijn eerste tot en met zijn vierde jaar in Maleisië, omdat zijn vader Jan-Willem van Erven Dorens daar werkte voor Shell. Daarna keerde het gezin Van Erven Dorens terug naar Nederland. Na zijn middelbare school (vwo) aan het Kennemer Lyceum begon Van Erven Dorens aan drie studies aan de Universiteit van Amsterdam: Nederlands, Geschiedenis en Politicologie. Geen van deze studies maakte hij af. In Amsterdam werd hij lid van het studentencorps A.S.C./A.V.S.V. en dispuut T.H.A.L.I.A. Ook schreef hij in deze periode columns voor het studentenblad Propria Cures. Columns van Beau werden ook geplaatst onder de naam Beau Noël in landelijke gratis universiteitsmagazines zoals M, die (o.a.) via UBs werden verspreid. Later werd hij columnist voor onder meer de Nieuwe Revu, het Haarlems Dagblad, de Groene Amsterdammer, Blvd. en het Algemeen Dagblad. Hij had in 2006-2007 een column in het NRC Handelsblad. Ook had hij verschillende gastrollen in series als IC, Baantjer (1999), Onderweg naar Morgen en Goede tijden, slechte tijden alsook de persiflage in Telekids hierop: Pittige tijden (1999).

### Carrière

#### Radio

##### Talkradio (1996-1998)
Van Erven Dorens startte als redacteur en presentator in 1996 bij Talk Radio 1395 AM, om van 1 januari 1997 tot oktober 1998 het programma Oh Beau te presenteren. Dit programma haalde de bladen door zijn actie Evert ten Napel op de brandstapel; ook bracht hij een wc-pot met inhoud naar minister van Justitie Winnie Sorgdrager, gooide een ruit in op het Binnenhof en presenteerde een live-uitzending vanaf de poolcirkel.

##### Yorin (2002)
Vanaf september 2002 presenteerde hij een tijdlang elke werkdag op Yorin FM het middagprogramma Yorin Happy Hour om later enkel op vrijdag achter de microfoon te kruipen, en uiteindelijk helemaal met radio maken te stoppen.

#### Televisie

##### RTL 4 (1998-2000)
Op 5 september 1998 kreeg Beau van Erven Dorens bij RTL 4 zijn eerste televisieprogramma: het late night-programma Alles voor de kijkcijfers, waarin hij op zoek ging naar de grenzen van de televisie-ethiek door het publiek banale, krankzinnige, spraakmakende of ontroerende beelden voor te schotelen. Daarvoor was hij twee keer te zien geweest in het programma What the rel is RTL?! waarin hij zichzelf voorstelde door in een soort radiostudio BN'ers vragen te stellen over hun bekende Nederlanderschap en hoe het is om een bekende Nederlander te zijn. What the rel is RTL?! werd uitgezonden in de laatste twee weken van augustus 1998. Dit programma deed hij om zichzelf eerst voor te stellen aan het publiek alvorens aan Alles voor de kijkcijfers te beginnen.
Vanaf oktober in datzelfde jaar presenteerde hij samen met Minoesch Jorissen twee seizoenen lang RTL Live, de opvolger van het familiemiddagprogramma De 5-uurshow. Elke uitzending werd door Van Erven Dorens afgesloten met de begroeting "De rozen!".

##### Veronica (2000-2001)
In 2000 stapte Van Erven Dorens over naar Veronica om daar samen met Esther Duller Big Brother 2 te verslaan. Vanaf 7 februari 2001 nam hij het programma Over de balk van Kas van Iersel over en in maart en april maakte hij het programma Beaulywood, waarin hij in vier afleveringen verwoede pogingen deed in Hollywood "door te breken".

##### RTL 4 (2001-2005)
Vanaf 2001 presenteerde hij samen met Albert Verlinde het succesvolle RTL Boulevard. In deze periode had hij ook nog twee – niet zo succesvolle – praatprogramma's bij Yorin: Beau Rivage (vanaf 4 september 2002) en Beau (vanaf 29 april 2003). In 2003 maakte Van Erven Dorens de serie van Mannen voor vrouwen bij de RVU, samen met Erik van Muiswinkel, Jeroen van Merwijk, Bert Klunder, Joep van Deudekom, Diederik van Vleuten en Hans Dorrestijn. In het programma probeerden deze mannen een publiek vol vrouwen duidelijk te maken hoe de man in elkaar steekt. Tevens presenteerde hij vanaf 25 september 2004 Popstars: The Rivals.
In november 2004 kondigde Van Erven Dorens aan in maart 2005 met RTL Boulevard te stoppen, om "mijn kinderen eens in bed te kunnen stoppen".

##### Talpa (2005-2007)

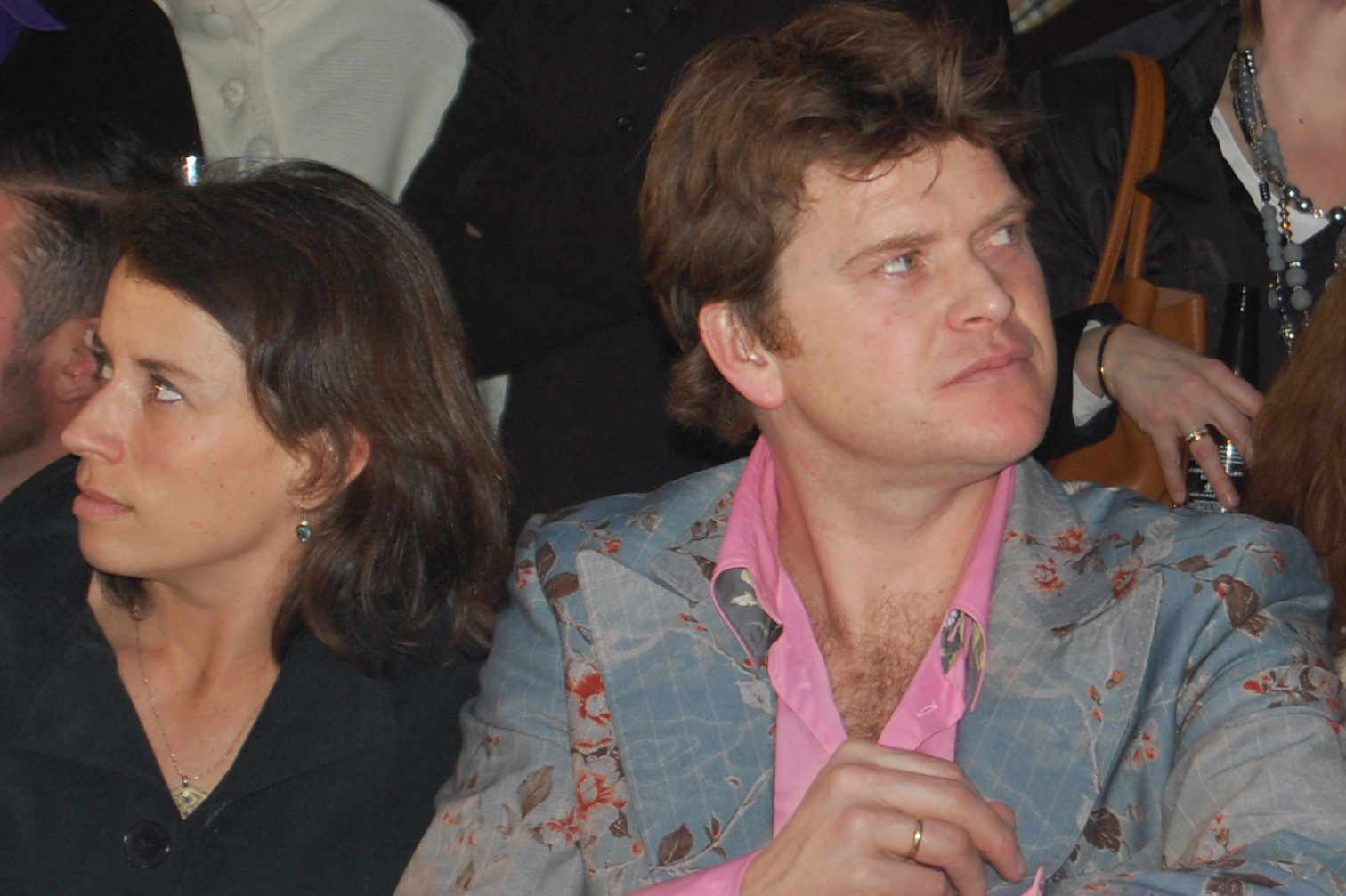
Beau van Erven Dorens met zijn vrouw in 2009

Vanaf 12 augustus 2005 tot en met 7 april 2006 zette hij echter zijn carrière als televisiepresentator weer voort bij John de Mols nieuwe televisiezender Talpa. Hij presenteerde hier onder andere NSE, een programma dat door Van Erven Dorens' eigen productiemaatschappij Beauworks (een samenwerkingsverband met Eyeworks van Reinout Oerlemans) werd gemaakt. NSE werd wegens tegenvallende kijkcijfers van de buis gehaald. In september 2006 keerde hij terug bij de zender Talpa met het wekelijkse programma M/V dat hij samen met Linda de Mol presenteerde. Van Erven Dorens had met haar al eerder een programma gepresenteerd met de titel Linda & Beau op Zondag. Dit werd tussen september en november van 2005 uitgezonden op Talpa.
In september 2006 begon Van Erven Dorens met het maken van digitale televisie: Campus TV. Hij startte dit productiebedrijf op samen met zijn oud-collega's Mark Koster en Wouter Laumans. Er gingen geruchten dat er in 2006 ook een humoristisch programma met Van Erven Dorens op Talpa zou verschijnen, vergelijkbaar met het TROS-programma Dit was het nieuws. Dit kwam echter nooit tot stand. Ook deed Van Erven Dorens de stem van een donkere bewoner uit Shuggazoom in de Jetix-animatieserie Super Robot Monkey Team Hyperforce Go!. Begin augustus 2006 werd bekend dat hij vanaf zondag 27 augustus elke werkdag om 20 uur op Talpa de quiz Deal or No Deal zou presenteren. Sinds november van dat jaar presenteerde hij samen met Linda de Mol het programma M/V op Talpa, naast Deal or No deal. Beide programma's waren ook te zien op het hernoemde kanaal, dat sinds december 2006 Tien was gaan heten. Tevens speelde hij de hoofdrol in de comedyserie Man & Paard, die in 2006 op Tien werd uitgezonden.

##### RTL 4 (2007-2009)
Van Erven Dorens werd mede-directeur van het tv-productiebedrijf Park Lane dat nauw samenwerkt met reclamebureau New Message en in datzelfde pand gevestigd is. Met dit bedrijf scoorde hij een hit: het programma The Phone werd vrijwel direct op de tv-beurs in Cannes aan FremantleMedia, dat onder andere de rechten van Idols en de X-Factor bezit, verkocht. The Phone was vanaf 6 juli 2007 te zien zijn bij de AVRO. Door de overname/samenwerking van Tien met RTL Nederland was Van Erven Dorens vanaf september 2007 te zien op RTL 5, met Deal or No Deal. Vanaf eind oktober 2007 maakte hij deel uit van het team van RTL Travel Adrenaline, waarin avontuurlijke reizen centraal stonden. Hiervoor moest hij vijf maal per seizoen 6 à 7 dagen op reis naar het buitenland. Vanaf 8 maart 2008 was Van Erven Dorens samen met Jeroen van Koningsbrugge en Linda de Mol in de RTL 4-show Ik hou van Holland. Ook presenteerde hij drie seizoenen van Het Zesde Zintuig en vanaf 15 mei 2009 was hij samen met Lieke van Lexmond het presentatieduo van het vernieuwde Dancing with the Stars. In oktober 2008 zou Van Erven Dorens zijn theaterdebuut maken in Romeo over Julia. Uit onvrede over zijn rol stapte hij na de eerste repetitiedag echter weer op. Teun Kuilboer werd zijn opvolger.

##### SBS6 (2009-2015)
In juni 2009 stapte Van Erven Dorens over van RTL naar SBS. Hij tekende daar een contract voor twee jaar. Hij presenteerde voor Veronica na deze overstap onder andere de nieuwsshow CQC. Daarnaast presenteerde hij in oktober 2011 samen met Gerard Joling Hole in the wall voor SBS6. Ook presenteerde hij voor SBS6 in het voorjaar van 2010 De nieuwe Uri Geller en Shownieuws. In het najaar van 2010 presenteerde hij samen met Marc-Marie Huijbregts De Zaterdagavondshow met Marc-Marie & Beau. Dit programma werd echter snel geannuleerd wegens tegenvallende kijkcijfers.
In april 2011 presenteerde Van Erven Dorens het dagelijkse spelprogramma Show Me the Money. Daarnaast was hij vanaf 5 juni 2011 te zien in De wereld van Beau, een reportageprogramma.
Op 31 december 2011 was Van Erven Dorens voor het eerst als cabaretier te zien op SBS tijdens een oudejaarsconference. Dit optreden leidde tot veel kritiek onder critici, aangezien hij geen cabaretier is. Voor het optreden had hij advies ingewonnen bij artiesten als Freek de Jonge, Guido Weijers, Youp van 't Hek en Erik van Muiswinkel.
Van 2012 tot 2015 presenteerde Van Erven Dorens tevens Shownieuws bij SBS6, hij wisselde de presentatie om de week af met Bridget Maasland.

##### RTL 4 (2015-heden)
In 2015 keerde Van Erven Dorens terug naar RTL, nadat hij bij SBS te slechte kijkcijfers scoorde. Zijn eerste programma was You're Back in the Room. Ook zou hij bij RTL in 2016 het programma Zeesterren  gaan presenteren, maar daarvoor bleek hij het te druk te hebben. Het paste niet in zijn programma. Hij werd daarom vervangen door Irene Moors, die hiervoor op het laatste moment werd ingevlogen. In 2016 keerde hij terug als presentator bij het vernieuwde RTL Boulevard.
In de zomer van 2017 verving hij Humberto Tan als presentator in het programma RTL Late Night onder de naam RTL Summer Night. Ook presenteerde hij het goed bekeken televisieprogramma's The Amsterdam Project en 5 jaar later. Tevens kreeg hij zijn eigen programma op RTL 4 onder de naam Beau Five Days Inside, waarmee hij in 2018 de Gouden Televizier-Ring won op het Gouden Televizier-Ring Gala. Tevens won hij diezelfde avond met hetzelfde programma de Zilveren Televizier-Ster beste Tv-presentator. In het najaar van 2018 werd Van Erven Dorens uitgeroepen tot Omroepman van het Jaar.
In september 2019 startte van Erven Dorens met het televisieprogramma Beau, dat als opvolger dient van RTL Late Night. In 2019 werd de Majoor Bosshardt Prijs aan hem toegekend en werd hij wederom uitgeroepen tot Beste tv-presentator op het Gouden Televizier-Ring Gala.
In meerdere programma's zocht hij aandacht voor het lot van daklozen. In The Amsterdam Project en Het Rotterdam Project gaf hij daklozen een pinpas met 10.000 euro en een boekje met telefoonnummers van hulpverleners om hun leven "op de rit" te kunnen krijgen. Deze projecten werden gevolgd door een nieuw daklozenprogramma De Sleutel.
In 2020 nam hij de presentatie van het programma Weet Ik Veel over van Linda de Mol. Zij stapte in 2019 over naar SBS6 maar kon dit programma niet meenemen naar deze zender. Vanaf 28 maart 2020 presenteerde Van Erven Dorens op de late vrijdag- en zaterdagavond (eerste week op zondagavond) een aantal weken het praatprogramma Beau Blijft Binnen, rechtstreeks vanuit zijn huiskamer. Ook was Van Erven Dorens even te zien als speciaal verslaggever bij talkshow-collega Jinek en nam van 24 t/m 28 oktober tijdelijk de presentatie van Jinek over omdat Eva Jinek positief werd getest op corona.
Vanaf begin 2022 presenteert Van Erven Dorens het programma Lago di Beau, waarin hij kijkers meeneemt naar Italië en daar per aflevering twee BN'ers portretteert. In november 2022 kreeg het programma een vervolg onder de naam Isola di Beau, en in het najaar van 2023 kwam er een derde reeks onder de noemer Casa di Beau.

### Privéleven
Beau van Erven Dorens woont met zijn echtgenote en hun vier zonen in Amsterdam. Hij is liefhebber van onder meer schrijver Gerard Reve, kunstschilder Chris Berens en zanger Ramses Shaffy. Hij is een volle neef van Dominique van der Heyde.